# 1972年札幌オリンピックのオーストリア選手団
1972年札幌オリンピックのオーストリア選手団（1972ねんさっぽろオリンピックのオーストリアせんしゅだん）は、1972年2月3日から2月13日まで、日本の北海道札幌市で開催された1972年札幌オリンピックのオーストリア選手団、およびその競技結果。

## 概要
今大会は金メダル1個、銀メダル2個、銅メダル2個の合計5個のメダルを獲得した。
フィギュアスケートの女子シングルでは、ベアトリクス・シューバが金メダルを獲得した。オーストリアの女子シングル金メダル獲得は1924年シャモニー・モンブランオリンピックのヘルマ・サボー以来48年ぶり。

## メダル
| メダル | 選手名                     | 競技               | 種目         |
| ------ | -------------------------- | ------------------ | ------------ |
| 金     | ベアトリクス・シューバ     | フィギュアスケート | 女子シングル |
| 銀     | アンネマリー・プレル       | アルペンスキー     | 女子滑降     |
| 銀     | アンネマリー・プレル       | アルペンスキー     | 女子大回転   |
| 銅     | ハインリッヒ・メスナー     | アルペンスキー     | 男子滑降     |
| 銅     | ヴィルトルート・ドレクセル | アルペンスキー     | 女子大回転   |